# استوک بای کلیر
استوک بای کلیر (به انگلیسی: Stoke-by-Clare) یک روستا و محله مدنی در بریتانیا است که در St Edmundsbury واقع شده‌است. استوک بای کلیر ۵۱۲ نفر جمعیت دارد.